# Veit Heinichen

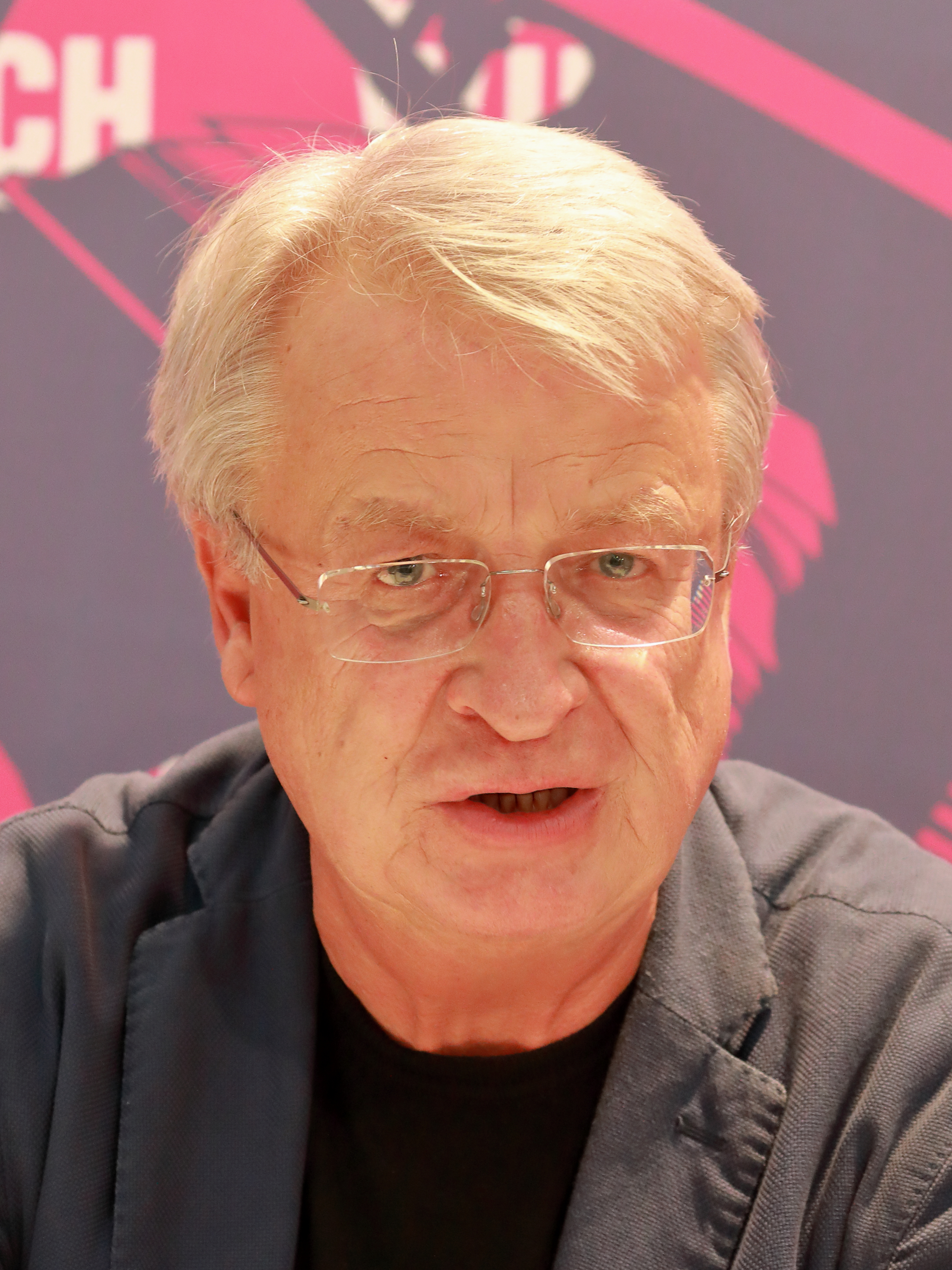
Veit Heinichen (2019)

Veit Heinichen (1957 - ) is een Duitse auteur.
Heinichen studeerde economie en werkte korte tijd in de auto-industrie. Daarna werkte hij als boekhandelaar en voor verschillende uitgeverijen. Hij was een van de oprichters van Berlin Verlag in 1994, en tot 1999 was hij de zaakvoerder van deze uitgeverij. Vandaag leeft Heinichen in Triëst, de stad waar ook zijn detectiveverhalen met commissaris Proteo Laurenti spelen. De boeken werden door de ARD verfilmd.

## Boeken
- Gib jedem seinen eigenen Tod. Wenen 2001. Nederlandse titel: Dood in Triëst. 2003
- Die Toten vom Karst. München 2002. Nederlandse titel: Vetes. 2004.
- Tod auf der Warteliste. München 2003. Nederlandse titel: Op de wachtlijst van de dood. 2006.
- Der Tod wirft lange Schatten. Wenen 2005. Nederlandse titel: De lange schaduw van de dood. 2009.
- Triest, Stadt der Winde. München 2005.
- Totentanz. Wenen 2007.